# Wilhelm François
Wilhelm François (* 22. Dezember 1878 in Groß Lichterfelde, Berlin; † 20. Juli 1955 in Magdeburg) war ein deutscher Handwerker und Politiker (Wirtschaftspartei).

## Leben und Wirken
François besuchte die Vorbereitungs-, später die Oberrealschule in Magdeburg. Nach der Erlernung des Schlosserhandwerkes war er seit 1902 als Meister Inhaber einer Schlosserei. Nach dem Ersten Weltkrieg begann François sich in der Reichspartei des Deutschen Mittelstandes (Wirtschaftspartei) zu engagieren. Für diese gehörte er von 1925 bis 1929 als Abgeordneter dem Sächsischen Landtag und von 1928 bis 1932 dem Reichstag in Berlin an. In dem zuletzt genannten vertrat er den Wahlkreis 10 (Magdeburg). Von April bis September 1931 fungierte er als Stellvertretender Vorsitzender seiner Partei. Außerdem war er Mitglied des Provinziallandtages der Provinz Sachsen.
Seit 1928 amtierte François zudem als Schlosserobermeister in Magdeburg, das heißt als Vorsitzender der Schlosserinnung der Stadt Magdeburg und ihres Innungsausschusses. Nach der nationalsozialistischen Machtergreifung 1933 wurde er aus dem Amt des Obermeisters der Schlosserinnung verdrängt.